# Dasyprocta punctata
Dasyprocta punctata là một loài động vật có vú trong họ Dasyproctidae, bộ Gặm nhấm. Loài này được Gray mô tả năm 1842.

## Hình ảnh

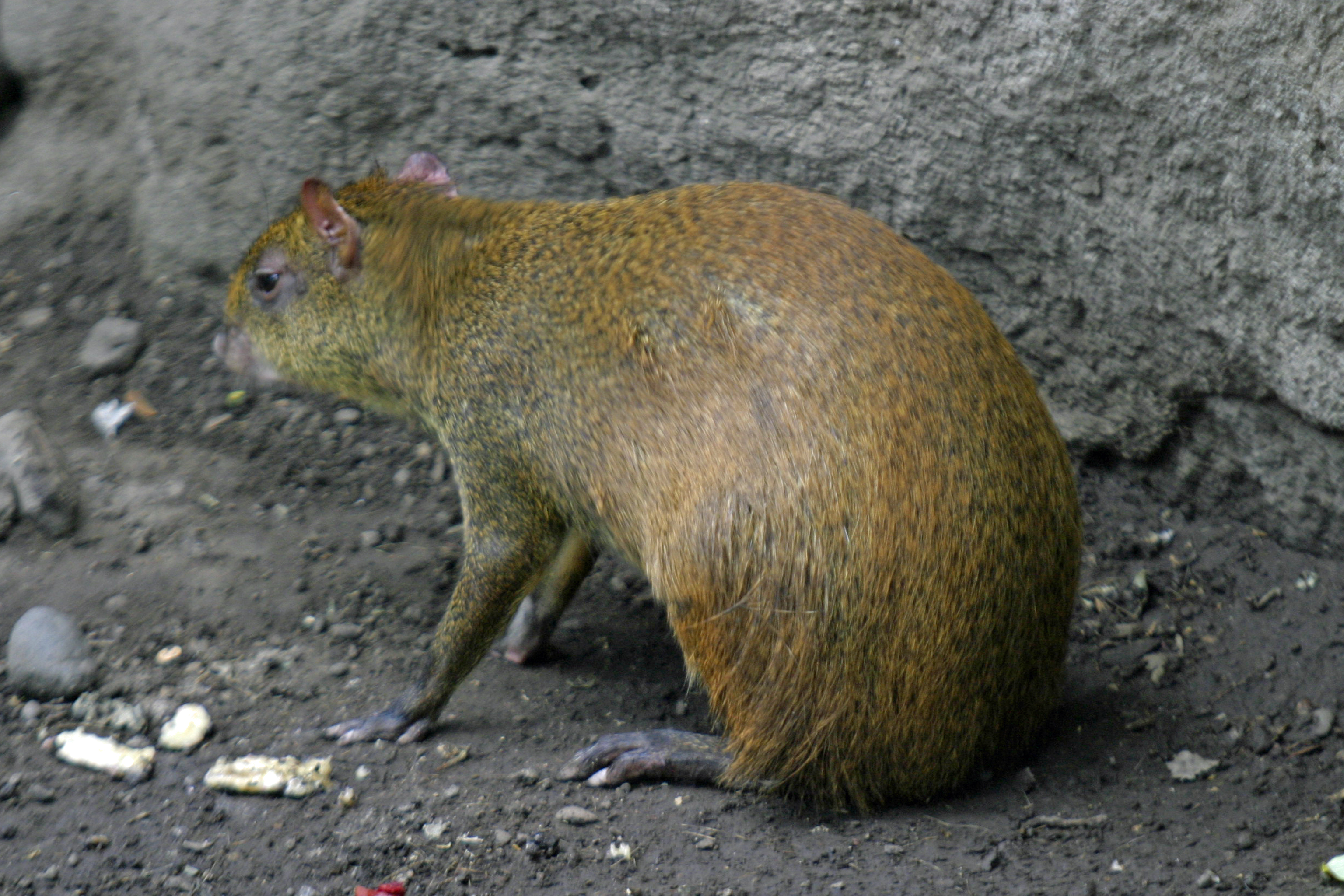
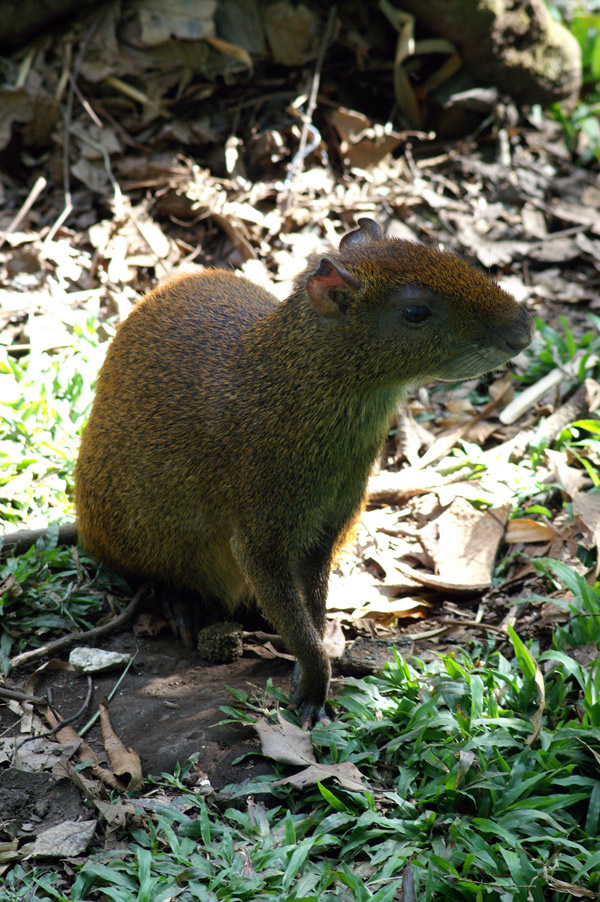
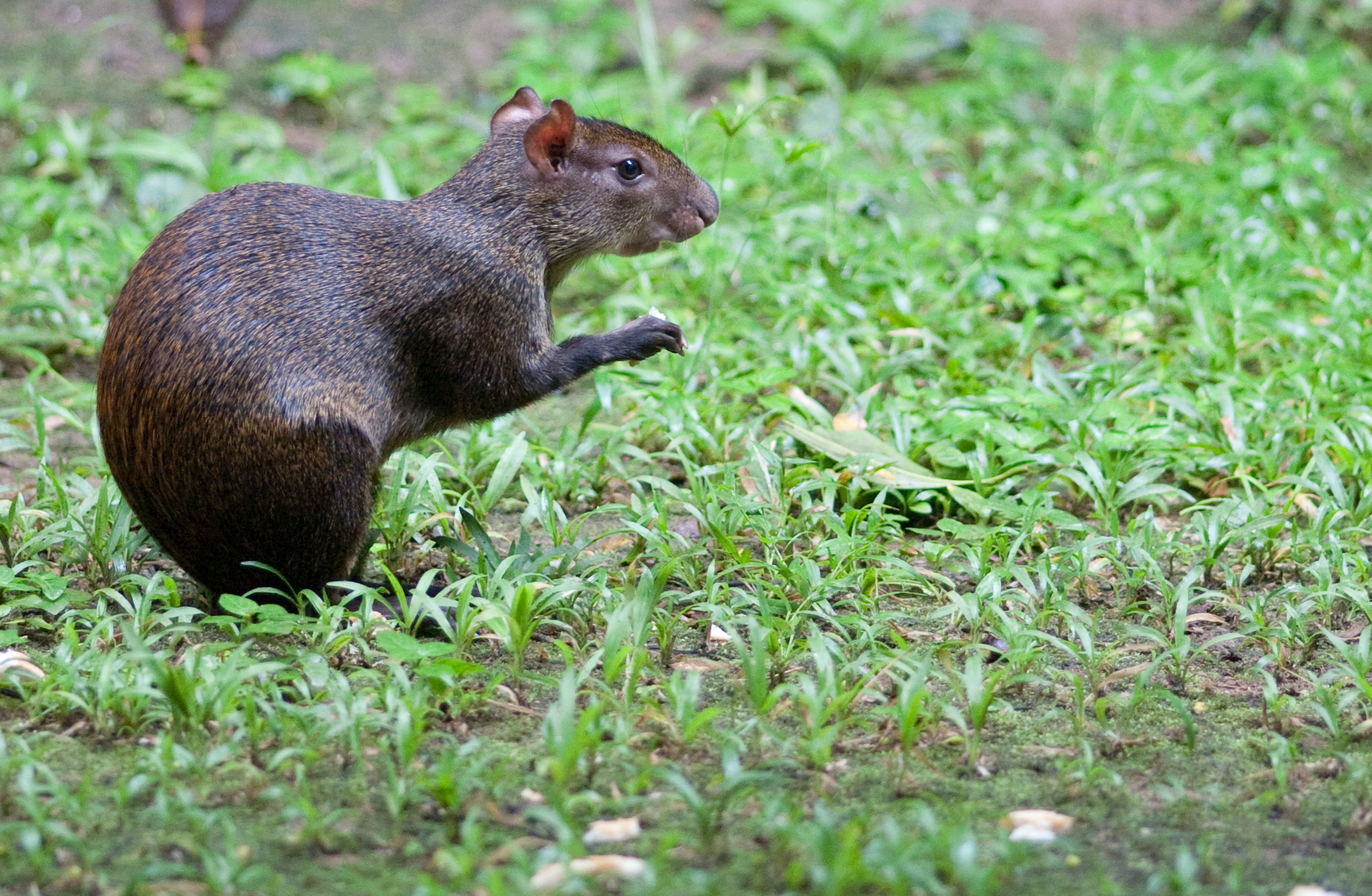